# Porphyrostemma
Porphyrostemma es un género de plantas fanerógamas perteneciente a la familia de las asteráceas. Comprende 4 especies descritas y de estas, solo 3 aceptadas. Se encuentra en África.

## Taxonomía
El género fue descrito por Benth. ex Oliv. y publicado en Trans. Linn. Soc. London 29: 96. 1873. La especie tipo es Porphyrostemma grantii Benth. ex Oliv.	

## Especies aceptadas
A continuación se brinda un listado de las especies del género Porphyrostemma aceptadas hasta julio de 2012, ordenadas alfabéticamente. Para cada una se indica el nombre binomial seguido del autor, abreviado según las convenciones y usos.
- Porphyrostemma chevalieri (O.Hoffm.) Hutch. & Dalziel
- Porphyrostemma grantii Benth. ex Oliv.
- Porphyrostemma monocephala (E.A.Bruce) Leins